# Hrabstwo Yolo
Hrabstwo Yolo (ang. Yolo County) – hrabstwo w stanie Kalifornia w Stanach Zjednoczonych. Obszar całkowity hrabstwa obejmuje powierzchnię 1022,89 mil² (2649,27 km²). Według szacunków United States Census Bureau w roku 2009 miało 199 407 mieszkańców.
Hrabstwo powstało w 1850 roku. 
Na jego terenie znajdują się:
- miejscowości – Davis, West Sacramento, Winters, Woodland,
- CDP – Clarksburg, Dunnigan, Esparto, Guinda, Knights Landing, Madison, Monument Hills, Yolo.